# Defenders of the Faith
Defenders of the Faith es el noveno álbum de estudio de la banda británica de heavy metal Judas Priest, publicado en 1984 a través de Columbia Records. De acuerdo a Steve Huey del sitio Allmusic es una de sus producciones con mejor calidad, aunque no llega a la altura de British Steel y Screaming for Vengeance principalmente por no generar sencillos a nivel mundial como los ya mencionados.
En el 2001 se remasterizó con dos pistas adicionales: «Turn On Your Light» grabada durante las sesiones de Turbo y una versión en vivo de «Heavy Duty/Defenders of the Faith», que se grabó en Long Beach (California) en 1984. En marzo de 2015 con motivo de su trigésimo aniversario, se editó una publicación especial, que incluyó un álbum en vivo de doble disco. Dicha grabación se realizó el 5 de mayo de 1984 en el Long Beach Arena de Long Beach, emitida originalmente por una radio local.

## Antecedentes
A los pocos días después de presentarse en el certamen US Festival en California, la banda se trasladó nuevamente a los Ibiza Sound Studios en España para escribir nuevas canciones para un eventual álbum de estudio. En junio de 1983 e instalados en la isla de Ibiza, se enteraron de que el estudio tenía problemas de financiación y que muchos de los equipos no estaban allí.
De acuerdo a una entrevista dada por Rob Halford a la revista Revolver en septiembre de 2003, afirmó que durante días no pudieron hacer nada porque los técnicos del estudio no habían recibido su sueldo. También relató que el sello le prestó dinero al dueño del estudio para que la banda pudiera grabar, aun así en precarias condiciones ya que los técnicos se habían llevado algunos de los equipos de grabación como compensación económica.

## Grabación y el accidente de K.K.
Tras llegar a un acuerdo entre los técnicos, el dueño del estudio y la discográfica, la banda pudo iniciar las grabaciones en julio de 1983 y que culminaron a mediados de agosto. Luego entre septiembre y noviembre se trasladaron a Miami específicamente a los DB Recording Studios y a los Bayshore Recording Studios, donde iniciaron el proceso de mezclado. Allí también decidieron el título del álbum que en un principio se llamaría Keep the Faith, pero que luego optaron por el actual basándose en la canción «Defenders of the Faith» ya que en una entrevista a K.K. Downing realizada por Rockline explicó: «El significado del título es que el heavy metal es nuestra fe, como lo es para todo el que lo sigue. Estamos defendiéndola contra los no creyentes». Por último, a fines de noviembre todas las canciones se masterizaron en los Sterling Studios de Nueva York.
A pesar de que el proceso de grabación en sí fue un éxito, el guitarrista K.K. Downing sufrió un grave accidente que casi le cuesta la vida. Cuando aún estaban en la ciudad, tanto él como el ingeniero de sonido Mark Dodson se trasladaron a un local nocturno y cuando salían del establecimiento Downing fue atropellado por un taxi. Según comentaron los testigos, antes de llegar a una esquina el taxi lo atropelló por el frente lanzándolo a varios metros más allá y de acuerdo a Glenn Tipton, el guitarrista fue llevado al hospital consciente pero con serias fracturas que le costaron estar varias semanas de reposo antes de volver a grabar.

## Lanzamiento y promoción
Se lanzó oficialmente el 4 de enero de 1984 en el Reino Unido a través de CBS Records y a los pocos días alcanzó el puesto 19 en los UK Albums Chart. En el mismo día también se publicó en los Estados Unidos por el sello Columbia donde llegó al lugar 18 en la lista Billboard 200. Dos meses después recibió disco de oro por la Recording Industry Association of America y en 1988 le otorgaron disco de platino, tras vender más de 1 millón de copias en el país norteamericano.
Para promocionarlo se lanzaron tres canciones como sencillos; «Freewheel Burning» que se lanzó en diciembre de 1983 y que llegó a la posición 42 en los UK Singles Chart, «Love Bites» publicado a principios de 1984 y «Some Heads Are Gonna Roll» puesto a la venta en marzo del mismo año. Por su parte, a principios de enero comenzó su gira promocional denominada Metal Conqueror Tour, que destacó porque los llevó por primera vez a España y porque en varios de sus conciertos fueron tocadas todas las canciones del álbum a excepción de «Eat Me Alive». Como dato en el 2008 y durante la gira del disco Nostradamus, «Eat Me Alive» fue tocada en vivo convirtiendo a Defenders of the Faith en su segunda producción en ser interpretada completamente en directo después de Rocka Rolla.

## Portada
Su portada fue concebida por la propia banda y el dibujo del personaje fue obra de Doug Johnson, el mismo artista que creó al ave metálica llamada The Hellion en Screaming for Vengeance. El personaje que aparece en esta portada se llama The Metallian, una criatura similar a un tigre con cuernos de carnero y con cuerpo con forma de tanque, que fue creada por los propios integrantes de la banda. De acuerdo a Downing necesitaban una portada llamativa que reflejara el título del disco y por ello crearon a The Metallian como un ser defensor del heavy metal.
Al igual que en Screaming for Vengeance, en su contraportada se escribió un mensaje con la idea de contar una breve historia de esta criatura: «Emerge desde la oscuridad, donde el infierno no tiene piedad y los ecos de los gritos de venganza estarán por siempre. Solo aquellos que conservan su fe escaparán de la ira de The Metallian... Maestro de todo el metal».

## Lista de canciones
Todas las canciones escritas por Rob Halford, Glenn Tipton y K.K. Downing, a menos que se indique lo contrario.

| N.º | Título                      | Escritor(es)     | Duración |  |
| 1.  | «Freewheel Burning»         |                  | 4:22     |  |
| 2.  | «Jawbreaker»                |                  | 3:25     |  |
| 3.  | «Rock Hard Ride Free»       |                  | 5:34     |  |
| 4.  | «The Sentinel»              |                  | 5:04     |  |
| 5.  | «Love Bites»                |                  | 4:47     |  |
| 6.  | «Eat Me Alive»              |                  | 3:34     |  |
| 7.  | «Some Heads Are Gonna Roll» | Bob Halligan Jr. | 4:05     |  |
| 8.  | «Night Comes Down»          |                  | 3:58     |  |
| 9.  | «Heavy Duty»                |                  | 2:25     |  |
| 10. | «Defenders of the Faith»    |                  | 1:30     |  |

| Pistas adicionales en reedición de 2001 | |          |  |
| N.º                                     | Título                                                                                                  | Duración |  |
| 11.                                     | «Turn On Your Light» (grabado durante las sesiones de Turbo)                                            | 5:23     |  |
| 12.                                     | «Heavy Duty/Defenders of the Faith» (en vivo, grabado en Long Beach (California), el 5 de mayo de 1984) | 5:26     |  |

### Edición 30th Anniversary - Álbum en vivo
| Disco uno |                             |          |  |
| N.º       | Título                      | Duración |  |
| 1.        | «Love Bites»                | 5:16     |  |
| 2.        | «Jawbreaker»                | 3:57     |  |
| 3.        | «Grinder»                   | 4:30     |  |
| 4.        | «Metal Gods»                | 4:20     |  |
| 5.        | «Breaking the Law»          | 2:57     |  |
| 6.        | «Sinner»                    | 8:11     |  |
| 7.        | «Desert Plains»             | 5:04     |  |
| 8.        | «Some Heads Are Gonna Roll» | 4:30     |  |
| 9.        | «The Sentinel»              | 6:07     |  |
| 10.       | «Rock Hard Ride Free»       | 6:04     |  |

| Disco dos |                                   |          |  |
| N.º       | Título                            | Duración |  |
| 1.        | «Night Comes Down»                | 4:28     |  |
| 2.        | «The Hellion»                     | 0:39     |  |
| 3.        | «Electric Eye»                    | 3:33     |  |
| 4.        | «Heavy Duty»                      | 2:33     |  |
| 5.        | «Defenders of the Faith»          | 2:37     |  |
| 6.        | «Freewheel Burning»               | 4:39     |  |
| 7.        | «Victim of Changes»               | 9:43     |  |
| 8.        | «The Green Manalishi»             | 5:46     |  |
| 9.        | «Living After Midnight»           | 4:50     |  |
| 10.       | «Hell Bent for Leather»           | 5:55     |  |
| 11.       | «You've Got Another Thing Comin'» | 8:51     |  |

## Músicos
- Rob Halford: voz
- K.K. Downing: guitarra eléctrica
- Glenn Tipton: guitarra eléctrica y coros
- Ian Hill: bajo
- Dave Holland: batería